# دون ماكلين
دون ماكلين (بالإنجليزية: Don McLean)‏ هو عازف قيثارة وملحن ومغني وكاتب أغاني ومغن مؤلف أمريكي، ولد في 2 أكتوبر 1945 في نيو روتشيل في الولايات المتحدة.

## وصلات خارجية
- الموقع الرسمي
- دون ماكلين على موقع IMDb (الإنجليزية)
- دون ماكلين على موقع روتن توميتوز (الإنجليزية)
- دون ماكلين على موقع ميوزك برينز (الإنجليزية)
- دون ماكلين على موقع قاعدة بيانات برودواي على الإنترنت (الإنجليزية)
- دون ماكلين على موقع إن إن دي بي (الإنجليزية)
- دون ماكلين على موقع أول ميوزيك (الإنجليزية)
- دون ماكلين على موقع ديسكوغز (الإنجليزية)
- دون ماكلين على موقع قاعدة بيانات الفيلم (الإنجليزية)